# 永泰城址
永泰城址，位于中国甘肃省景泰县寺滩乡永泰村，为一处明代城址。因轮廓似龟，又称龟城。2006年，列入全国重点文物保护单位。
永泰城周长1710米，东西长520米，南北宽500米。城墙为黄土夹砂夯筑，高8—12米，墙基宽6米，顶宽5米。明万历三十四年（1606年）开始筑城，由兵部尚书李汶督建。三十六年（1608年）六月完工。
目前城内人口稀少，居民仅40余户。